# Richter Roegholt

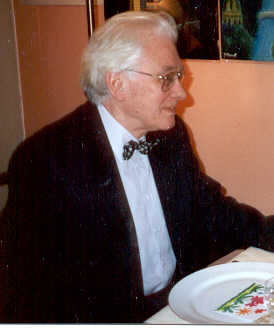
Richter Roegholt

Richter Frederik Roegholt (* 24. Oktober 1925 in Semarang, Java; † 2. März 2005 in Amsterdam) war ein niederländischer Historiker. Er beschäftigte sich unter anderem mit der Geschichte der Stadt Amsterdam im zwanzigsten Jahrhundert.

## Leben
Richter Roegholt wuchs mit zwei Geschwistern auf. An der Universität von Amsterdam studierte er Geschichte und arbeitete ab 1952 als Redakteur bei der Zeitung Het Vrije Volk. Später arbeitete er als Lehrer an einer Mädchenschule und war Redakteur bei Verstandig Ouderschap. Er gab die Zeitschrift Spiegel van Sem heraus, die Zeitschrift der Nederlandse Vereniging voor Seksuele Hervorming. 1972 wurde er mit der Dissertation De geschiedenis van De Bezige Bij promoviert.

## Werke (Auswahl)
- Stad (1962)
- Haven (1963)
- Seks in de jaren ’60: over het liefdeleven van de Nederlandse maagd en de gevolgen (1969), mit Dick P. J. van Reeuwijk
- De geschiedenis van De Bezige Bij 1942-1972 (1972)
- Amsterdam in de 20e eeuw (dreibändig)
- Wonen en werken in de Plantage: de geschiedenis van een Amsterdamse buurt in driehonderd jaar (1982)
- Langs straten en gedichten (1985)
- Het verzet 1940-1945 (1985)
- Ben Sijes: een biografie (1989)
- De jodenhoek: een Amsterdamse wandeling (1990)
- Walter Suskind en de Hollandse Schouwburg: de geschiedenis van de redding van joodse kinderen 1942-1943 (mit Hans Wiedeman, 1990)
- Het goud van de wandelaar (1997)
- De stad is een gesprek: terugblik op mijn leven (2003)
- De geschiedenis van Amsterdam in vogelvlucht (2004)
- De stad is een gesprek 2003